# 미야가와정
미야가와정(宮川町)은 니가타현 가리와군에 설치되었던 정이다. 현재의 가시와자키시에 해당한다.